# Horst Machts
Horst Machts (* 25. Februar 1932 in Gera) ist ein ehemaliger deutscher FDJ-Funktionär und Leiter der Abteilung III der Hauptverwaltung Aufklärung des Ministeriums für  Staatssicherheit (MfS) der DDR.

## Leben
Der Sohn eines Formers absolvierte nach dem Besuch der Volksschule von 1946 bis 1949 eine Lehre als Feinblechner und arbeitete anschließend im Beruf. Während der Lehrzeit wurde er Mitglied der FDJ und 1950 FDJ-Betriebssekretär in Gera. Im selben Jahr wurde er als Abteilungsleiter der FDJ-Kreisleitung Gera hauptamtlicher Jugendfunktionär. Er trat 1951 in die SED ein und wurde 1952 Erster Sekretär der FDJ-Kreisleitung Eisenberg. Nach dem Besuch der Komsomol-Hochschule in Moskau 1956/57 bekleidete er von 1957 bis 1959 die Funktion des Ersten Sekretärs der FDJ-Kreisleitung Gera-Land. Als Nachfolger von Fred Fischer war er von Oktober 1960 bis 1964 Erster Sekretär der FDJ-Bezirksleitung Gera sowie Mitglied der SED-Bezirksleitung und Kandidat seines Büros. Machts wurde im Mai 1959 auf dem VI. Parlament der FDJ zunächst zum Kandidaten und im Dezember 1961 auf der 9. Tagung des Zentralrates der FDJ zum Mitglied des Zentralrates der FDJ gewählt. Als Leiter einer FDJ-Delegation bereiste er von Dezember 1961 bis Februar 1962 mehrere Länder Südostasiens und stellte neue Kontakte zu 83 Jugendorganisationen her. Im Jahr 1964 war er Sonderbevollmächtigter beim Zentralrat der FDJ.
1965 erfolgte seine Einstellung beim MfS. Er begann in der HVA-Abteilung III (legal abgedeckte Residenturen) und wurde dort 1973 stellvertretender Leiter. 1979 wurde er zum Oberst befördert und stieg 1980 zum 1. Stellvertretenden Leiter auf. Von 1983 bis zu seiner Entlassung 1990 war er schließlich Leiter der Abteilung (Nachfolger von Werner Prosetzky).